# Eintracht Francfort (féminines)
Maillots
Actualités
La section féminine du Eintracht Francfort (anciennement 1. FFC Francfort et aujourd'hui Eintracht Frankfurt Frauen e.V. en allemand) est un club allemand de football féminin fondé en 1998 et basé à Francfort-sur-le-Main.

## Histoire
Les origines du club remontent au SG Praunheim. En 1973, le club allemand crée une section féminine qui intègre la Frauen Bundesliga en 1990 dont il atteint la finale pour la première fois en 1996.
Le 1er janvier 1999, la section féminine quitte Praunheim et devient le 1.FFC Francfort. À l'issue de sa première saison, le club remporte la Coupe d'Allemagne, ainsi que son premier titre de champion d'Allemagne. De 2001 à 2003, le 1.FFC Francfort réalise le doublé championnat-coupe trois fois d'affilée. Durant cette période, il remporte en outre la Coupe féminine de l'UEFA pour la première fois.
Jusqu'en 2014, le 1.FFC Francfort est au total sacré sept fois champion d'Allemagne, gagne neuf coupes d'Allemagne et remporte quatre trophées européens.
Le 27 juin 2019, il est annoncé que le club sera absorbé par l'Eintracht Francfort à partir de la saison 2020-2021. La fusion est officialisée le 16 juin 2020.

## Stade
Le 1.FFC Francfort joue ses matchs au Stadion am Brentanobad qu'il partage avec le Rot-Weiss Francfort. Il lui est en outre arrivé de jouer à la Commerzbank-Arena.

## Palmarès
- Coupe UEFA féminine / Ligue des champions féminine de l'UEFA (4) :
  - Vainqueur : 2002, 2006, 2008, 2015
  - Finaliste : 2004 et 2012

- Championnat d'Allemagne (7) : 
  - Champion : 1999, 2001, 2002, 2003, 2005, 2007, 2008
  - Vice-champion : 2000, 2004 et 2011

- Coupe d'Allemagne (9) : 
  - Vainqueur : 1999, 2000, 2001, 2002, 2003, 2007, 2008, 2011 et 2014
  - Finaliste : 2004, 2005, 2006, 2012 et 2021

- Coupe d'Allemagne en salle (7) : 
  - Vainqueur : 1997, 1998, 1999, 2002, 2006, 2007 et 2012

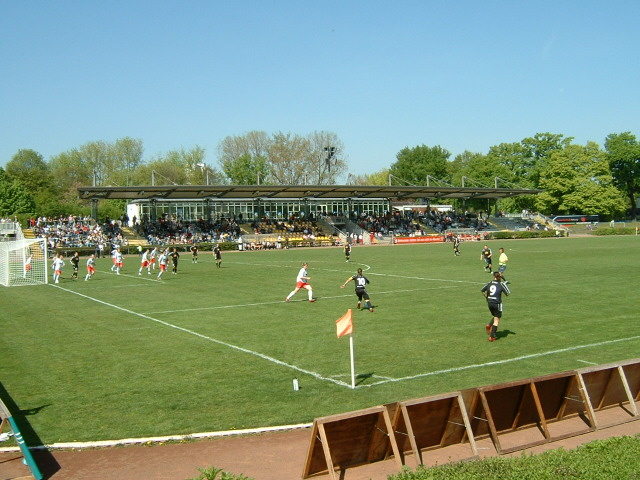
Stadion am Brentanobad (stade de football)

  - Finaliste : 2005 et 2014

## Joueuses célèbres

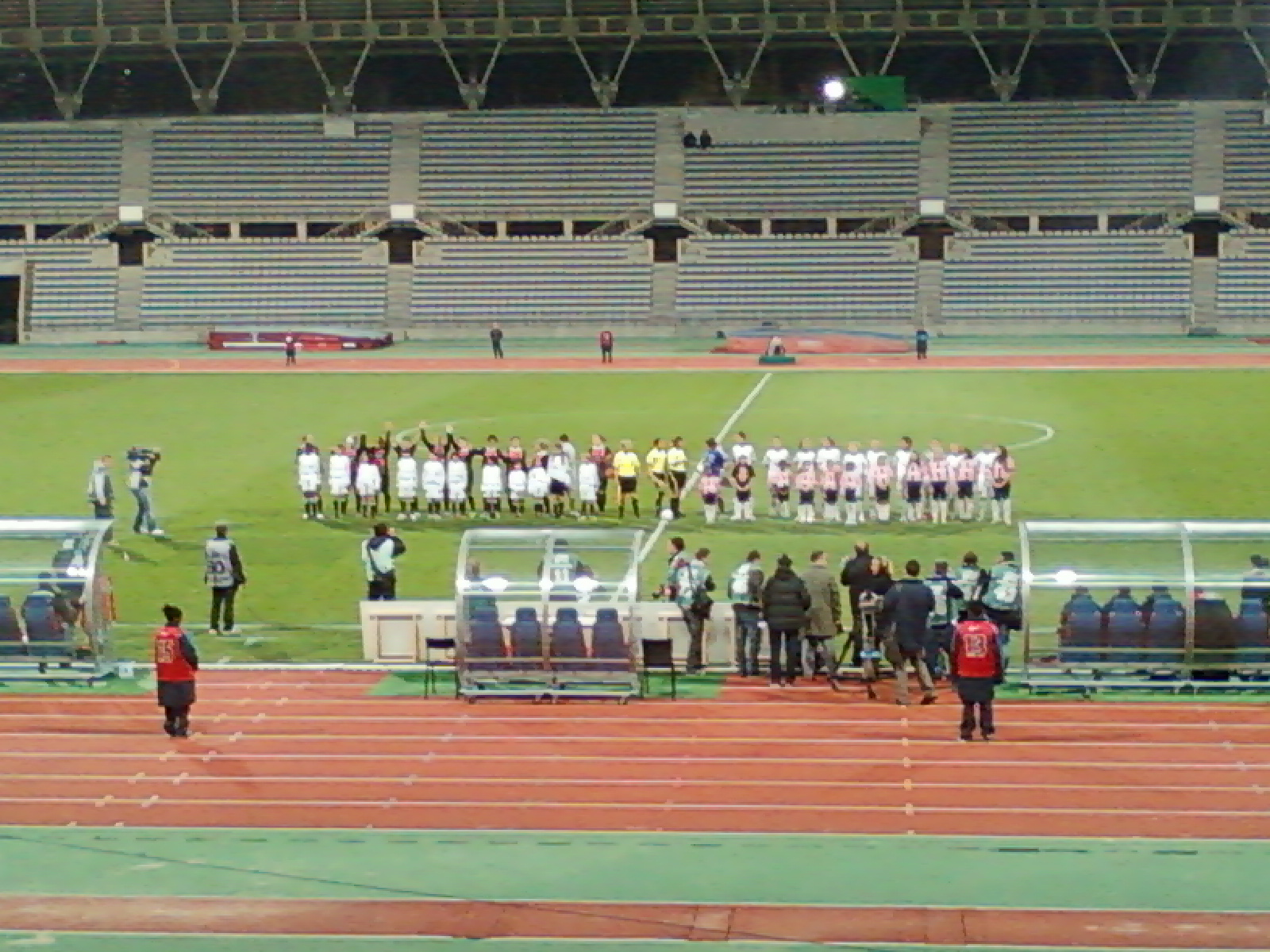
Match Paris SG - Frankfurt au stade Charléty le 09 novembre 2011

- Saskia Bartusiak (279 matchs, 23 buts)
- Doris Fitschen
- Kerstin Garefrekes (343 matchs, 240 buts)
- Steffi Jones
- Renate Lingor
- Sandra Minnert
- Heidi Mohr
- Conny Pohlers (82 matchs, 85 buts)
- Birgit Prinz (303 matchs, 276 buts)
- Silke Rottenberg
- Sandra Smisek (168 matchs, 52 buts)
- Petra Wimbersky
- Pia Wunderlich
- Tina Wunderlich
- Fatmire Alushi (37 matchs, 13 buts)
- Ali Krieger (69 matchs, 2 buts)
- Saki Kumagai (50 matchs, 2 buts)
- Sandrine Brétigny (14 matchs, 6 buts)
- Célia Šašić (56 matchs, 61 buts)
- Dzsenifer Marozsán (176 matchs, 58 buts)
- Kathrin Hendrich
- Yuki Nagasato
- Laura del Río
- Leni Larsen Kaurin

## Parcours en Ligue des Champions
Le club remporte la toute première édition de la Coupe d'Europe féminine en éliminant Umeå IK en finale. Les Allemandes retrouveront les Suédoises lors des deux éditions suivantes, respectivement en demi-finales et en finale, et seront battues à chaque fois, avant de prendre leur revanche en finale de l'édition 2007-2008. Entre-temps, Francfort remporte la seule finale 100 % allemande de l'histoire de la compétition en 2006, en battant le 1. FFC Turbine Potsdam. De retour en finale en 2012, elles échouent face à l'Olympique Lyonnais, avant de remporter un dernier titre en 2015 contre le Paris Saint-Germain. Elles sont absentes de la compétition depuis la saison 2016-2017, étant devancées à chaque fois par le Bayern Munich et le VfL Wolfsbourg en Bundesliga.
Le 1. FFC Francfort est le club allemand le plus titré en Ligue des Champions avec 4 victoires.
| Saison    | Tour                       | Adversaire             | Aller  | Retour          | Score total |
| --------- | -------------------------- | ---------------------- | ------ | --------------- | ----------- |
| 2001-2002 | Phase de groupes           | Levante UD             | 1 - 0  | 1 - 0           | 1 - 0       |
| 2001-2002 | Phase de groupes           | Codru Chişinău         | 5 - 0  | 5 - 0           | 5 - 0       |
| 2001-2002 | Phase de groupes           | CSC Erevan             | 18 - 0 | 18 - 0          | 18 - 0      |
| 2001-2002 | 1/4 finale                 | Odense BK              | 0 - 3  | 2 - 1           | 5 - 1       |
| 2001-2002 | 1/2 finale                 | Toulouse FC            | 1 - 2  | 0 - 0           | 2 - 1       |
| 2001-2002 | Finale                     | Umeå IK                | 2 - 0  | 2 - 0           | 2 - 0       |
| 2002-2003 | Phase de groupes           | ŽFK Mašinac PZP Niš    | 2 - 0  | 2 - 0           | 2 - 0       |
| 2002-2003 | Phase de groupes           | ŽNK Osijek             | 8 - 0  | 8 - 0           | 8 - 0       |
| 2002-2003 | Phase de groupes           | Shamrock Rovers LFC    | 7 - 1  | 7 - 1           | 7 - 1       |
| 2002-2003 | 1/4 finale                 | Helsinki JK            | 0 - 2  | 0 - 0           | 2 - 0       |
| 2002-2003 | 1/2 finale                 | Umeå IK                | 1 - 1  | 1 - 1 6 - 7 tab | 2 - 2       |
| 2003-2004 | Phase de groupes           | SU 1er Décembre        | 4 - 0  | 4 - 0           | 4 - 0       |
| 2003-2004 | Phase de groupes           | SV Neulengbach         | 7 - 1  | 7 - 1           | 7 - 1       |
| 2003-2004 | Phase de groupes           | Athletic Club Bilbao   | 8 - 1  | 8 - 1           | 8 - 1       |
| 2003-2004 | 1/4 finale                 | Fulham WFC             | 3 - 1  | 1 - 4           | 7 - 2       |
| 2003-2004 | 1/2 finale                 | Malmö FF               | 0 - 0  | 4 - 1           | 4 - 1       |
| 2003-2004 | Finale                     | Umeå IK                | 3 - 0  | 0 - 5           | 0 - 8       |
| 2005-2006 | 2e phase de groupes        | FCF Lucerne            | 4 - 0  | 4 - 0           | 4 - 0       |
| 2005-2006 | 2e phase de groupes        | AC Sparta Prague       | 1 - 1  | 1 - 1           | 1 - 1       |
| 2005-2006 | 2e phase de groupes        | Gömrükçü Bakou         | 1 - 11 | 1 - 11          | 1 - 11      |
| 2005-2006 | 1/4 finale                 | Arsenal LFC            | 1 - 1  | 3 - 1           | 4 - 2       |
| 2005-2006 | 1/2 finale                 | Montpellier HSC        | 0 - 1  | 2 - 3           | 3 - 3e      |
| 2005-2006 | Finale                     | 1. FFC Turbine Potsdam | 0 - 4  | 3 - 2           | 7 - 2       |
| 2006-2007 | 2e phase de groupes        | FK Universitet Vitebsk | 5 - 0  | 5 - 0           | 5 - 0       |
| 2006-2007 | 2e phase de groupes        | Breiðablik Kopavogur   | 5 - 0  | 5 - 0           | 5 - 0       |
| 2006-2007 | 2e phase de groupes        | Helsinki JK            | 0 - 2  | 0 - 2           | 0 - 2       |
| 2006-2007 | 1/4 finale                 | Kolbotn Fotball        | 2 - 1  | 3 - 2           | 4 - 4e      |
| 2007-2008 | 2e phase de groupes        | Valur Reykjavik        | 3 - 1  | 3 - 1           | 3 - 1       |
| 2007-2008 | 2e phase de groupes        | Everton LFC            | 2 - 1  | 2 - 1           | 2 - 1       |
| 2007-2008 | 2e phase de groupes        | KFC Rapide Wezemaal    | 1 - 1  | 1 - 1           | 1 - 1       |
| 2007-2008 | 1/4 finale                 | WFC Rossiyanka         | 0 - 0  | 2 - 1           | 2 - 1       |
| 2007-2008 | 1/2 finale                 | ASDCF Bardolino Vérone | 4 - 2  | 0 - 3           | 7 - 2       |
| 2007-2008 | Finale                     | Umeå IK                | 1 - 1  | 3 - 2           | 4 - 3       |
| 2008-2009 | 2e phase de groupes        | Zvezda 2005            | 0 - 1  | 0 - 1           | 0 - 1       |
| 2008-2009 | 2e phase de groupes        | Røa IL                 | 3 - 1  | 3 - 1           | 3 - 1       |
| 2008-2009 | 2e phase de groupes        | Glasgow City LFC       | 1 - 3  | 1 - 3           | 1 - 3       |
| 2008-2009 | 1/4 finale                 | FCR Duisbourg          | 1 - 3  | 2 - 0           | 1 - 5       |
| 2011-2012 | 1/16 finale                | Thór Akureyri          | 0 - 6  | 8 - 2           | 14 - 2      |
| 2011-2012 | 1/8 finale                 | Paris Saint-Germain    | 3 - 0  | 2 - 1           | 4 - 2       |
| 2011-2012 | 1/4 finale                 | LBFC Malmö             | 1 - 0  | 3 - 0           | 3 - 1       |
| 2011-2012 | 1/2 finale                 | Arsenal LFC            | 1 - 2  | 2 - 1           | 4 - 1       |
| 2011-2012 | Finale                     | Olympique lyonnais     | 2 - 0  | 2 - 0           | 2 - 0       |
| 2014-2015 | 1/16 finale                | BIIK Kazygurt          | 2 - 2  | 4 - 0           | 6 - 2       |
| 2014-2015 | 1/8 finale                 | Torres CF              | 5 - 0  | 0 - 4           | 9 - 0       |
| 2014-2015 | 1/4 finale                 | Bristol Academy WFC    | 0 - 5  | 7 - 0           | 12 - 0      |
| 2014-2015 | 1/2 finale                 | Brøndby IF             | 7 - 0  | 0 - 6           | 13 - 0      |
| 2014-2015 | Finale                     | Paris Saint-Germain    | 2 - 1  | 2 - 1           | 2 - 1       |
| 2015-2016 | 1/16 finale                | Standard de Liège      | 0 - 2  | 6 - 0           | 8 - 0       |
| 2015-2016 | 1/8 finale                 | Lillestrøm SK          | 0 - 2  | 0 - 2 5 - 4 tab | 2 - 2       |
| 2015-2016 | 1/4 finale                 | FC Rosengård           | 0 - 1  | 0 - 1 5 - 4 tab | 1 - 1       |
| 2015-2016 | 1/2 finale                 | VfL Wolfsburg          | 4 - 0  | 1 - 0           | 1 - 4       |
| 2022-2023 | 1er tour de qualifications | Fortuna Hjørring       | 2 - 0  | 2 - 0           | 2 - 0       |
| 2022-2023 | 1er tour de qualifications | Ajax Amsterdam         | 1 - 2  | 1 - 2           | 1 - 2       |

## Rivalités
Dans les années 1990, le rival du 1. FFC Francfort est le FSV Francfort, qui domine à l'époque le championnat allemand. Le Turbine Potsdam émerge ensuite comme le plus grand adversaire de Francfort dans les années 2000, et les deux équipes se disputent le Klassiker.